# El hombre que valía 500.000 $
El hombre que valía 500 000 $ es una historieta del teniente Blueberry.

## Trayectoria editorial
En España, se publicó en los números 72 al 94, más el Extra de Primavera de 1972, de la revista Mortadelo.

## Argumento
Tras la guerra civil estadounidense un oficial confederado es hecho prisionero en México. Este oficialconoce el lugar secreto donde se encuentran 500 000 $. La misión de Blueberry será sacar al oficial de la prisión y lograr robar los 500 000 $ para el gobierno de los Estados Unidos. Esta historieta es la continuación de Chihuahua Pearl y su continuación es Balada por un ataúd.